# Чикаго-хауз
Чика́го-ха́уз або Чиказький хауз (англ. Chicago house) — музичний жанр, піджанр хаузу.

## Історія
Хауз-музика з'явилася в Чикаго на самому початку 1980-х. Свою назву хауз отримав від клубу «Warehouse», де працював діджей Френкі Наклз, який переїхав до Чикаго з Нью-Йорка в кінці 1970-х. Саме в Чикаго з'явилися найперші хауз-лейбли DJ International і Trax Records. Саме тут музиканти почали створювати перші треки в новому жанрі.
Першим чиказьким хауз-треком вважається «On And On», який записав чиказький музикант Джес Сондерс в січні 1984 року на власному лейблі Jes Say. З середини 1980-х в Чикаго працювали багато відомих музикантів, таких як Adonis, Ларрі Херд.